# 沿沟草属
沿沟草属（学名：Catabrosa）是禾本科下的一个属，为多年生、柔软草本植物。该属已确定的至少有2种，分布于温带地区。